# District de Sauveterre
Le district de Sauveterre est une ancienne division territoriale française du département de l'Aveyron de 1790 à 1795.
Il était composé des cantons de Sauveterre, Camboulazet, Colombier, Naucelle, Requista, Saint Just, la Salvetat et la Selve.